# Puchar Zatoki Perskiej w piłce nożnej 2010
Puchar Zatoki Perskiej 2010 – 20. edycja rozgrywek o Puchar Zatoki Perskiej. Turniej rozegrany został w dniach 22 listopada – 5 grudnia 2010 roku. Gospodarzem turnieju po raz pierwszy w historii był Jemen, który również po raz pierwszy organizował imprezę sportową tej rangi. Spotkania rozgrywane były w dwóch miastach, na stadionie 22 Maja w Adenie oraz na stadionie al-Wehda w Zindżibarze.

## Faza grupowa
Do udziału w turnieju przystąpiło 8 ekip, które 22 sierpnia w Adenie rozlosowano do dwóch grup po 4 zespoły. Do półfinałów awansowały po dwie najlepsze drużyny z każdej z grup.

### Grupa A
Wyniki i tabela grupy A:
| Poz. | Drużyna          | M | Pkt. | Mecze | Mecze | Mecze | Bramki | Bramki |
| Poz. | Drużyna          | M | Pkt. | zwy.  | rem.  | por.  | zdob.  | stra.  |
| ---- | ---------------- | - | ---- | ----- | ----- | ----- | ------ | ------ |
| 1    | Kuwejt           | 3 | 7    | 2     | 1     | 0     | 4      | 0      |
| 2    | Arabia Saudyjska | 3 | 5    | 1     | 2     | 0     | 5      | 1      |
| 3    | Katar            | 3 | 4    | 1     | 1     | 1     | 3      | 3      |
| 4    | Jemen            | 3 | 0    | 0     | 0     | 3     | 1      | 9      |

- 1. kolejka:

| 22 listopada 2010 19:00 UTC+3 | Jemen · Alaa"qel 70', 74' | 0 – 4(0 – 1) | Arabia Saudyjska · Al-Muwallad 4' · Al-Shalhoub 58' · Aseri 72' (k) · Al Saaed 90' | Stadion 22 Maja, Aden Sędzia: Fareed Ali Al Marzouqi |
|                               |                           |              |                                                                                    |                                                      |

| 22 listopada 2010 22:00 UTC+3 | Kuwejt · Nasser 28' | 1 – 0(1 – 0) | Katar | Stadion 22 Maja, Aden Sędzia: Abdullah Al Harrasi |
|                               |                     |              |       |                                                   |

- 2. kolejka:

| 25 listopada 2010 16:00 UTC+3 | Arabia Saudyjska · Al-Shalhoub 90' | 0 – 0(0 – 0) | Kuwejt | Stadion al-Wehda, Zindżibar Sędzia: Kenji Ogiya |
|                               |                                    |              |        |                                                 |

| 25 listopada 2010 19:00 UTC+3 | Jemen · Al-Warafi 18' | 1 – 2(1 – 1) | Katar · Al Marri 35', 55' · Al-Bloushi 89' | Stadion al-Wehda, Zindżibar Sędzia: Sabah Abid Iddan |
|                               |                       |              |                                            |                                                      |

- 3. kolejka:

| 28 listopada 2010 19:00 UTC+3 | Katar · Al-Ghanim 84' | 1 – 1(0 – 0) | Arabia Saudyjska · Shami Zaher 89' (sam.) | Stadion 22 Maja, Aden Sędzia: Fareed Ali Al Marzouqi |
|                               |                       |              |                                           |                                                      |

| 28 listopada 2010 19:00 UTC+3 | Jemen | 0 – 3(0 – 2) | Kuwejt · Al Ataiqi 19' · Al-Mutwa 34', 69' | Stadion al-Wehda, Zindżibar Sędzia: Salah Mohamed Al-Abassi |
|                               |       |              |                                            |                                                             |

### Grupa B
Wyniki i tabela grupy B:
| Poz. | Drużyna                      | M | Pkt. | Mecze | Mecze | Mecze | Bramki | Bramki |
| Poz. | Drużyna                      | M | Pkt. | zwy.  | rem.  | por.  | zdob.  | stra.  |
| ---- | ---------------------------- | - | ---- | ----- | ----- | ----- | ------ | ------ |
| 1    | Zjednoczone Emiraty Arabskie | 3 | 5    | 1     | 2     | 0     | 3      | 1      |
| 2    | Irak                         | 3 | 5    | 1     | 2     | 0     | 3      | 2      |
| 3    | Oman                         | 3 | 3    | 0     | 3     | 0     | 1      | 1      |
| 4    | Bahrajn                      | 3 | 1    | 0     | 1     | 2     | 4      | 7      |

- 1. kolejka:

| 23 listopada 2010 16:00 UTC+3 | Oman · Al Hosni 37' · Shibh 74' | 1 – 1(1 – 0) | Bahrajn · Al Mishkhas 67' | Stadion 22 Maja, Aden Sędzia: Naser Al Enezi |
|                               |                                 |              |                           |                                              |

| 23 listopada 2010 19:00 UTC+3 | Irak · Mahmoud 86' | 0 – 0(0 – 0) | Zjednoczone Emiraty Arabskie | Stadion 22 Maja, Aden Sędzia: Abdelrahman Al Qahtani |
|                               |                    |              |                              |                                                      |

- 2. kolejka:

| 26 listopada 2010 16:00 UTC+3 | Zjednoczone Emiraty Arabskie | 0 – 0(0 – 0) | Oman | Stadion 22 Maja, Aden Sędzia: Hamdy Raaban Shaaban |
|                               |                              |              |      |                                                    |

| 26 listopada 2010 19:00 UTC+3 | Bahrajn · Ayish 44' · Abdullatif 90+6' | 2 – 3(1 – 1) | Irak · Abdul-Zahra 24', 57' · Mohammed 90' (k) | Stadion 22 Maja, Aden Sędzia: Khalaf Mohammad Allabany |
|                               |                                        |              |                                                |                                                        |

- 3. kolejka:

| 29 listopada 2010 19:00 UTC+3 | Oman | 0 – 0(0 – 0) | Irak | Stadion al-Wehda, Zindżibar Sędzia: Yasser Younis |
|                               |      |              |      |                                                   |

| 29 listopada 2010 19:00 UTC+3 | Zjednoczone Emiraty Arabskie · Khater 4' · Al Saadi 8' · Jumaa 64' | 3 – 1(2 – 1) | Bahrajn · Fatadi 35' | Stadion 22 Maja, Aden Sędzia: Khamis Al Marri |
|                               |                                                                    |              |                      |                                               |

## Półfinały
Półfinały rozegrano 2 grudnia o godz. 16.00 i 20.00 czasu miejscowego na stadionie 22 Maja w Adenie. W pierwszym półfinale na prowadzenie już w pierwszej minucie wyszedł Kuwejt. Pięć minut później wyrównali jednak Irakijczycy, a kolejnych osiem minut później wyszli na prowadzenie. Wynik 2:1 dla Iraku utrzymał się do końca pierwszej połowy. Gol Fahada Al Eneziego z 58 minuty dał wyrównanie Kuwejtczykom, które utrzymało się do końca spotkania, a także przez całą dogrywkę. W konkursie rzutów karnych lepsza okazała się reprezentacja Kuwejtu, wygrywając 5:4:
| 2 grudnia 2010 16:00 UTC+3                                           | Kuwejt · Al-Mutwa 1' · F. Al Enezi 58' | 2 – 2 k. 5 – 4(1 – 2, 2 – 2)                                 | Irak · H. M. Mohammed 6' · Abdul-Zahra 14' | Stadion 22 Maja, Aden Sędzia: Hamdy Raaban Shaaban |
|                                                                      |                                        |                                                              |                                            |                                                    |
|                                                                      |                                        | Rzuty karne                                                  |                                            |                                                    |
| Awadh · Al-Mutwa · H. N. Al Enezi · Al Amer · M. N. Al Enezi · Fadel |                                        | Sadir · E. Mohammed · Karim · H. M. Mohammed · Akram · Munir |                                            |                                                    |

W drugim półfinale zmierzyły się ze sobą ekipy ze Zjednoczonych Emiratów Arabskich oraz Arabii Saudyjskiej. Po mało emocjonującej pierwszej połowie do bardziej zdecydowanych ataków przystąpili Saudyjczycy. W 55 minucie po jednej z akcji Ahmad Abbas pokonał z małej odległości bramkarza z Emiratów i dał Arabii Saudyjskiej prowadzenie. Piłkarze z Arabii Saudyjskiej do końca spotkania przeważali, ale wynik nie uległ już zmianie i po skromnym zwycięstwie mogli cieszyć się z awansu do finału:
| 2 grudnia 2010 20:00 UTC+3 | Zjednoczone Emiraty Arabskie | 0 – 1(0 – 0) | Arabia Saudyjska · Abbas 55' | Stadion 22 Maja, Aden Sędzia: Kenji Ogiya |
|                            |                              |              |                              |                                           |

## Finał
Finał turnieju odbył się 5 grudnia o godz. 18.00 czasu miejscowego na wypełnionym po brzegi 30-tysięczną publicznością stadionie 22 Maja w Adenie. Spotkaniu towarzyszyły, ze względu na niebezpieczeństwo ataków terrorystycznych nadzwyczajne środki bezpieczeństwa. Zagrały w nim ekipy Kuwejtu i Arabii Saudyjskiej, które spotkały się ze sobą jeszcze w fazie grupowej turnieju. Wynik był wtedy bezbramkowy, choć bliżsi zwycięstwa byli gracze z Arabii Saudyjskiej, którzy w 90 minucie nie wykorzystali rzutu karnego. W finale od początku przewagę mieli jednak Kuwejtczycy. W pierwszej połowie po ich strzałach piłka dwukrotnie uderzała w słupek, a raz w poprzeczkę. Żadna z drużyn nie zdołała jednak strzelić bramki w regulaminowych 90 minutach i doszło po raz drugi na tym turnieju do dogrywki. W 94 minucie Waleed Ali Jumah po akcji swojego zespołu, strzałem z krótkiego rogu wyprowadził Kuwejt na prowadzenie. Próby Saudyjczyków doprowadzenia do remisu nie były skuteczne, w dodatku w 112 minucie po otrzymaniu drugiej żółtej kartki z boiska musiał zejść Mohanad Aseri. Kuwejt dowiózł więc wynik do końca spotkania i po raz dziesiąty w historii (a pierwszy od 1998 roku) zdobył trofeum, umacniając się na pozycji lidera klasyfikacji zwycięstw w Pucharze Zatoki Perskiej.
| 5 grudnia 2010 18:00 UTC+3 | Kuwejt · Ali Jumah 94' | 1 – 0 d.(0 – 0, 0 – 0) | Arabia Saudyjska · Aseri 91', 112' | Stadion 22 Maja, Aden Widzów: 30 000 Sędzia: Abdullah Al Harrasi |
|                            |                        |                        |                                    |                                                                  |

Za najlepszego zawodnika turnieju uznano Fahada Al Eneziego z Kuwejtu. Najlepszym bramkarzem również został Kuwejtczyk, Nawaf Al Khaldi. Tytułem króla strzelców podzielili się Alaa Abdul-Zahra z Iraku i Bader Al-Mutwa z Kuwejtu, którzy zdobyli w turnieju po trzy bramki.